# Bluegarden Group
Bluegarden Group A/S er en dansk virksomhed inden for løn og HR, der især arbejder med lønudbetalinger, samt afholder kursusvirksomhed, vedrørende især selskabets lønsystemer men også om HR, personalejura, regnskab. Virksomheden har en stor markedsandel blandt små og mellemstore virksomheder i Danmark, mens de i Norge og Sverige står stærkt blandt større virksomheder.
Koncernen blev dannet i juli 2007, da ejeren af norske Bluegarden, Ratos, solgte virksomheden til danske Multidata.
I Sverige har forretningsaktiviteterne side rødder i Växjo PA-konsult, der blev dannet i 1979. I Norge startede virksomheden som Statens Driftssentral for Databehandling, der blev dannet i 1972, mens det danske moderselskab Multidata, blev dannet i 1968 som en del af PBS. I 2003 blev Multidata en selvstændig virksomhed udskilt af PBS.
Bluegarden og Multidata påbegyndte et strategisk samarbejde i 2004, der fortsatte frem til juli 2007 hvor Multidata-Bluegarden Group blev dannet. I 2012 ændredes gruppens den danske del navn til Bluegarden.
I 2017 blev Bluegarden købt af Visma og delt i selskaberne Visma DataLøn & ProLøn A/S og Visma Enterprise A/S.